# Formacja Dashanpu
Formacja Dashanpu – formacja geologiczna występująca w Chinach, znana z występowania licznych skamieniałości dinozaurów.

## Położenie
Skały formacji Dashanpu występują w rejonie miejscowości Dashanpu (stąd nazwa tej jednostki), w prowincji Syczuan. Dashanpu położone jest ok. 7 km na północny wschód od trzeciego co do wielkości miasta prowincji - Zigong, w dzielnicy Da’an.
Formacja Dashanpu występuje w zapadlisku syczuańskim, w którym sedymentacja lądowa (rzeczna i jeziorna) trwała od retyku do kredy.

## Wiek
Wiek skał formacji Dashanpu określono na jurę środkową (środkowy baton) i późną (oksford), czyli 168-155 mln lat.

## Podział
Formacja Dashanpu dzieli się na cztery części:
- formacja Ziliujing
- formacja Zhenchuchong
- górna formacja Shaximiao (formacja Shangshaximiao)
- dolna formacja Shaximiao (formacja Xiashaximiao)

Skały formacji Shaximiao obfitują w skamieniałości dinozaurów, natomiast osady pozostałych dwóch jednostek są ubogie w skamieniałości i w zasadzie nie są przedmiotem eksploracji paleontologów.

## Skamieniałości
Skały formacji Shaximiao są bogate w skamieniałości, głównie zauropodów, ponadto teropodów i stegozaurów i innych. Znaleziono też skamieniałości ryb, żółwi, krokodylowatych, synapsydów i labiryntodontów. Do tej pory wydobyto ok. 8.000 kości i ich fragmentów, czyli prawie 40 ton skamieniałości. Pierwszą skamieniałość - szczątki gazozaura, zostały odkryte w 1972 przez pracowników firmy naftowej, w skałach dolnej formacji Shaximiao. Jednym z głównych eksploratorów zajmujących się tą formacją jest paleontolog Dong Zhiming.